# Johann Wilhelm Ritter
Johann Wilhelm Ritter (Samitz em Haynau, 16 de dezembro de 1776 — Munique, 23 de janeiro de 1810) foi um químico, físico e filósofo alemão.

## Vida
Ele nasceu em Samitz (Zamienice) perto de Haynau (Chojnów) na Silésia (então parte da Prússia, desde 1945 na Polônia), e morreu em Munique.
O primeiro envolvimento de Johann Wilhelm Ritter com a ciência começou quando ele tinha 14 anos. Tornou-se aprendiz de boticário em Liegnitz (Legnica) e adquiriu um profundo interesse pela química. Ele começou a estudar medicina na Universidade de Jena em 1796. Cientista autodidata, ele fez muitas pesquisas experimentais sobre química, eletricidade e outros campos.
Ritter pertencia ao movimento romântico alemão. Ele conhecia pessoalmente Johann Wolfgang von Goethe, Alexander von Humboldt, Johann Gottfried Herder e Clemens Brentano. Ele foi fortemente influenciado por Friedrich Wilhelm Joseph Schelling, que foi o principal filósofo do movimento Naturphilosophie. Em 1801, Hans Christian Ørsted visitou Jena e tornou-se seu amigo. Várias das pesquisas de Ritter foram posteriormente relatadas por Ørsted, que também foi fortemente influenciado pela perspectiva filosófica da Naturphilosophie.
As primeiras pesquisas científicas de Ritter diziam respeito a alguns fenômenos galvânicos. Ele interpretou os efeitos fisiológicos observados por Luigi Galvani e outros pesquisadores como devidos à eletricidade gerada por reações químicas. Sua interpretação é mais próxima da aceita hoje em dia do que as propostas por Galvani ("eletricidade animal") e Alessandro Volta (eletricidade gerada por contato metálico), mas não foi aceita na época.
Em 1800, logo após a invenção da pilha voltaica, William Nicholson e Anthony Carlisle descobriram que a água poderia ser decomposta por eletricidade. Pouco depois, Ritter também descobriu o mesmo efeito, de forma independente. Além disso, ele coletou e mediu as quantidades de hidrogênio e oxigênio produzidas na reação. Ele também descobriu o processo de galvanoplastia. Em 1802 construiu sua primeira célula eletroquímica, com 50 discos de cobre separados por discos de papelão umedecidos por uma solução salina.
Ritter fez vários auto-experimentos aplicando os polos de uma pilha voltaica em suas próprias mãos, olhos, ouvidos, nariz e língua.  Ele também descreveu a diferença entre os efeitos fisiológicos dos dois polos da pilha, embora alguns dos efeitos que ele relatou não tenham sido confirmados posteriormente.
Muitas das pesquisas de Ritter foram guiadas por uma busca por polaridades nas várias "forças" da natureza e pela relação entre essas "forças" - dois dos pressupostos da Naturphilosophie. Em 1801, depois de ouvir sobre a descoberta de "raios de calor" (radiação infravermelha) por William Herschel (em 1800), Ritter procurou uma radiação oposta (resfriamento) no outro extremo do espectro visível. Ele não encontrou exatamente o que esperava encontrar, mas depois de uma série de tentativas, notou que o cloreto de prata se transformava mais rapidamente de branco para preto quando era colocado na região escura do espectro do Sol, perto de sua extremidade violeta. Os "raios químicos" encontrados por ele foram posteriormente chamados de radiação ultravioleta.
Algumas das pesquisas de Ritter foram reconhecidas como importantes contribuições científicas, mas ele também reivindicou a descoberta de muitos fenômenos que não foram confirmados por outros pesquisadores. Por exemplo: ele relatou que a Terra tinha postes elétricos que podiam ser detectados pelo movimento de uma agulha bimetálica; e ele alegou que poderia produzir a eletrólise da água usando uma série de ímãs, em vez das pilhas de Volta.
 

Ritter não tinha renda regular e nunca se tornou professor universitário, embora em 1804 tenha sido eleito membro da Academia de Ciências da Baviera (em Munique). Ele se casou em 1804 e teve quatro filhos não conseguiu suprir as necessidades de sua família. Atormentado por dificuldades financeiras e sofrendo de problemas de saúde (talvez agravados por sua auto-experimentação elétrica), ele morreu jovem em 1810, como um homem pobre.

## Publicações
- Beweiß, dass ein beständiger Galvanismus den Lebensproceß in dem Thierreiche begleite. Weimar 1798.
- Fragmente aus dem Nachlasse eines jungen Physikers. Ein Taschenbuch für Freunde der Natur. Heidelberg 1810, primeiro volume; Segundo volume. Recém-editado e com posfácio de Steffen e Birgit Dietzsch, Verlag Gustav Kiepenheuer, Leipzig e Weimar, 1984, ISBN 3-7833-6401-9. - Esta não é sua propriedade post mortem, mas uma coleção de seus esboços e aforismos físicos e poéticos compilados pelo próprio Ritter.
- Entdeckungen zur Elektrochemie, Bioelektrochemie und Photochemie. Reihe: Ostwalds Klassiker der exakten Wissenschaften, Volume 271, seleção, introdução e explicação de Hermann Berg e Klaus Richter, Verlag Harri German, Thun und Frankfurt/Main 1997, ISBN 3-8171-3271-9. – Este livro reúne seus ensaios científicos mais importantes, incluindo a invenção do acumulador e a descoberta da luz ultravioleta.
- Beyträge zur nähern Kenntniss des Galvanismus und der Resultate seiner Untersuchung. Ersten Bandes erstes und zweytes Stück. Frommann Verlag, Jena, 1800. Neu herausgegeben mit einer ausführlichen Einleitung von Heiko Weber. Olms Verlag, Hildesheim, 2010.
- como ed.: Carlo Amoretti: Physikalische und historische Untersuchungen über die Rabdomantie oder animalische Electrometrie. Tradutor: Carl Ulysses von Salis. Berlim 1809 Parte 1 online -  Teil 1 online – Internet Archive